# Andrew Schally
Andrew Schally, polsky Andrzej Wiktor Schally (30. listopadu 1926 Vilnius – 17. října 2024 Miami Beach), byl americký biochemik a lékař polského původu, laureát Nobelovy ceny.

## Život
Andrew Schally byl synem Kazimierza Schallyho, generála polské armády, vedoucího kabinetu prezidenta Moścického, a Marii Łąckeové. Na začátku druhé světové války generál Schally odešel s prezidentem Mościckým do Rumunska, kde byl internován. V roce 1945 se dostal přes Itálii a Francii do Anglie a Skotska.
Andrzej Wiktor Schally tak vystudoval chemii na univerzitě v Londýně, pak medicínu na londýnském National Institute for Medical Research (Národním institutu pro lékařský výzkum). V roce 1952 odešel do Kanady, kde pokračoval ve studiu na McGill University v Montrealu, v roce 1957, po doktorátu, odešel do Spojenych státu. Pracoval ve Waco a od roku 1962 v New Orleans. Tam se stal profesorem na Tulane University a vedoucím laboratoře polypeptidů a endokrinologie v nemocnici pro veterány. V roce 1962 se stal americkým občanem.
V roce 1975 získal Laskerovu cenu, v roce 1977 Nobelovu cenu za medicínu, a to za objev hormonů v hypotalamu v mozku, a studium jejich struktury a funkce, které vlastně založilo obor neuroendokrinologie. Spolu s ním cenu získal francouzský lékař Roger Charles Louis Guillemin a Rosalyn Sussman Yalowová.
Andrew Schally přijal čestné doktoráty téměř 20 univerzit.